# Kurt Rieß
Kurt Rieß (* 8. November 1897 in Reichelshofen; † 27. Februar 1965 in Pöcking) war ein deutscher Ingenieur und Manager.

## Leben
Nach dem Abitur an der Oberrealschule in München studierte Kurt Rieß Maschinenbau an den Technischen Hochschulen in Karlsruhe und München. Nach Erlangung des Diploms war er für kurze Zeit im Nürnberger Werk der M.A.N. tätig. 1926 trat er in das Leverkusener Werk der I.G. Farben ein. 1932 wurde er Oberingenieur und kurze Zeit später Werksleiter in Dormagen. 1933 wechselte er als Chefingenieur zum I.G.-Farben-Werk in Wolfen, wo er im Folgejahr Direktor und technischer Leiter der Gesamtsparte „Photographika und Kunstseide“ wurde. Nach dem Zweiten Weltkrieg war Rieß ab 1949 zuständig für die Gesamtleitung der technischen Betriebe der Farbenfabriken Bayer AG. 1951 wechselte er in den Vorstand des Unternehmens. Ab 1954 hielt er Vorlesungen als Lehrbeauftragter und Honorarprofessor zur Verfahrenstechnik an der Technischen Hochschule Braunschweig. Seinen Ruhestand verbrachte er in Pöcking am Starnberger See.
Kurt Rieß war Mitglied des Vereins Deutscher Ingenieure (VDI). Dessen Vorstand gehörte er in den Jahren 1952 bis 1954 an. Er war Vorsitzender der Verfahrenstechnischen Gesellschaft im VDI, Mitglied des Wissenschaftlichen Beirats des VDI und langjähriger Vorsitzender des Kölner Bezirksvereins des VDI. In den Jahren 1948 bis 1961 war Rieß Vorsitzender des Turn- und Spielverein 04 Bayer Leverkusen.

## Auszeichnungen
1951 erhielt Kurt Rieß die Ehrenplakette des Kölner Bezirksvereins des VDI. 1964 wurde er mit der Grashof-Denkmünze des VDI ausgezeichnet. Weitere Ehrungen waren die DECHEMA-Medaille, die  VDI-Ehrenmünze in Gold und das Bundesverdienstkreuz erster Klasse der Bundesrepublik Deutschland. Er war Ehrendoktor der TH Aachen und Ehrensenator der TH Karlsruhe. Nach ihm wurde eine Sportanlage in Leverkusen benannt.